# Artem Błoszenko
Artem Ołeksijowycz Błoszenko (ukr. Артем Олексійович Блошенко, ur. 1 lutego 1985) – ukraiński judoka. Dwukrotny olimpijczyk. Zajął dziewiąte miejsce w Londynie 2012 i piąte w Rio de Janeiro 2016. Walczył w wadze półciężkiej.
Piąty na mistrzostwach świata w 2009; uczestnik zawodów w 2010, 2011, 2013, 2014, 2015. Startował w Pucharze Świata w latach 2005-2015. Piąty na mistrzostwach Europy w 2010 roku.

## Letnie Igrzyska Olimpijskie 2012
| Konkurencja | Eliminacje           | Eliminacje            | Klas. końcowa |
| Konkurencja | Przeciwnik I         | Przeciwnik II         | Miejsce       |
| ----------- | -------------------- | --------------------- | ------------- |
| 100 kg      | Daniel Kelly (AUS) Z | Hwang Hee-tae (KOR) P | 9.            |

## Letnie Igrzyska Olimpijskie 2016
| Konkurencja | Eliminacje             | Eliminacje                | Eliminacje         | Eliminacje                | Finały                | Finały                 | Klas. końcowa |
| Konkurencja | Przeciwnik I           | Przeciwnik II             | Przeciwnik III     | 1/4                       | 1/2                   | o 3. miejsce           | Miejsce       |
| ----------- | ---------------------- | ------------------------- | ------------------ | ------------------------- | --------------------- | ---------------------- | ------------- |
| 100 kg      | Soyib Qurbonov (UZB) Z | Shah Hussain Shah (PAK) Z | Cho Gu-ham (KOR) Z | Karl-Richard Frey (GER) Z | Elmar Qasımov (AZE) P | Ryūnosuke Haga (JPN) P | 5.            |